# Єрохін Віктор Федорович
Віктор Федорович Єрохін (рос. Виктор Фёдорович Ерохин; нар. 15 січня 1940 Ульяновка, Ленінградська область, РРФСР — пом. 9 травня 2014, Верхня Пишма, Свердловська область, Росія) — радянський футболіст та російський тренер, універсал.

## Кар'єра гравця
Розпочав кар'єру гравця в пермській «Зірці». Виступав також у таких футбольних клубах, як СКВО (Свердловськ), «Дніпро» (Дніпропетровськ) і «Уралмаш». У складі останнього відіграв всі 34 поєдинки та відзначився одним голом у сезоні 1969 року, під час виступу команди у Вищій лізі країни.

## Кар'єра тренера
Після завершення кар'єри гравця був тренером СДЮШОР «Уралмаш», працював масажистом в «Уралмаші» в 1974 році. З 1983 по 1988 роки був тренером команди, у 1993 і 1995 році працював головним тренером футбольного клубу «Уралелектромідь» (Верхня Пишма), з 1994 року увійшов до структури «Уралмашу».
У сезоні 1997 року став головним тренером «Уралмашу», але під його керівництвом команда йшла в кінці турнірної таблиці, через що Єрохін в липні того ж року звільнений від займаної посади, частину сезону очолював дубль команди. У 1999-2003 роках входив до тренерського штабу «Уралмашу».
З 2004 року обіймав посаду головного тренера футбольного клубу «Металург» (Верхня Пишма).
Помер 9 травня 2014 року. Похований на Верхньопишминському (Олександрівському) кладовищі.

## Досягнення

### Відзнаки
- Майстер спорту СРСР (1968)